# Jekaterina Nikolajewna Katnikowa
Jekaterina Nikolajewna Katnikowa (russisch Екатерина Николаевна Катникова; * 22. März 1994 in Tschussowoi) ist eine russische Rennrodlerin.
Jekaterina Katnikowa begann im Alter von sieben Jahren mit dem Rodelsport. Sie arbeitet als Sportlehrerin.

## Juniorinnen
Katnikowa gab ihr internationales Debüt im Rahmen des Rennrodel-Weltcups der Juniorinnen zum Auftakt der Saison 2011/12 bei Überseerennen in Park City, wo sie bei zwei aufeinander folgenden Rennen jeweils 18. wurde. In Calgary konnte sie ihre beste Platzierung auf einen 13. Rang verbessern. Nach dem Jahreswechsel wurde die Rennserie in Europa fortgesetzt. Bei Rennen in Igls und Winterberg wurde sie jeweils 15. Das Rennen in Winterberg war zugleich ihre erste internationale Meisterschaft, die Junioreneuropameisterschaften 2012, in deren Wertung sie Neunte wurde. Beim Saisonfinale in Oberhof verbesserte sie ihre Bestleistung auf den zwölften Platz. Nach sechs Rennen war Katnikowa am Ende der Saison mit 160 Punkten 17. der Gesamtwertung. Schließlich startete sie noch bei ihren ersten Juniorenweltmeisterschaften am Königssee. Bei einem deutschen Vierfachsieg mit der Weltmeisterin Aileen Frisch belegte die junge Russin den 20. Platz.
Die Saison 2012/13 begann mit dem Junioren-Weltcuprennen in Lillehammer, bei dem Katnikowa ihre beste Platzierung aus der Vorsaison, Rang zwölf, einstellte. Schon beim nächsten Rennen am Königssee verbesserte sie sich um einen weiteren Rang auf Platz elf. In Park City folgten die Juniorenweltmeisterschaften 2013, bei denen sie den 18. Platz belegte. Besser lief es beim folgenden Weltcuprennen in Calgary als Katnikowa als Sechste erstmals eine einstellige Platzierung erreichte und sich zudem als beste Russin für die russische Teamstaffel mit Maxim Arawin sowie mit dem Doppel Yury Kalinin und Sergey Belyaev qualifizierte, die den vierten Platz erreichte. Beim folgenden Rennen in Oberhof wurde sie Vierte. Da es zugleich die Junioreneuropameisterschaften 2013 waren, war sie hinter drei Deutschen mit der Siegerin Nathalie Burkhardt an der Spitze auch hier Vierte. Etwas glücklicher verlief das Rennen mit Alexander Gorbazewitsch und dem Doppel Kalinin/Belyaev in der Teamstaffel, mit der Katnikowa mit Bronze ihre erste internationale Medaille gewann. Danach wurde sie in Juniorinnen-Weltcuprennen in Winterberg und Igls noch 17. und Zwölfte. Mit 232 Punkten wurde sie am Ende Achte der Gesamtwertung der Juniorinnen, mit dem Team wurde sie Dritte.
In der Saison 2013/14 bestritt Katnikowa ihre letzte Saison bei den Juniorinnen. Diese begann gut mit einem sechsten Platz in Altenberg. Nach einem zehnten Rang in Winterberg erreichte sie in Lillehammer bei Abwesenheit ihrer gesamten deutschen sowie der innerrussischen Konkurrenz durch Wiktorija Demtschenko hinter den Italienerinnen Sandra Robatscher und Andrea Vötter den dritten Platz und damit ihre erste Podiumsplatzierung in einem Einzelrennen. In Sigulda konnte sie beim nächsten Rennen nun auch bei Anwesenheit der übrigen Weltspitze ihren dritten Platz wiederholen. Da es gleichzeitig die Junioreneuropameisterschaften 2014 waren, gewann sie auch hier die Bronzemedaille. Am Königssee konnte sie diese Leistung nicht bestätigen und wurde Siebte. Auch bei den Juniorenweltmeisterschaften 2014 belegte Katnikowa nur Rang neun. Zum Saisonfinale in Oberhof verbesserte sie ihre Leistung wieder auf einen fünften Platz. Mit 327 Punkten wurde sie am Ende hinter Angelique Fleischer und Jessica Tiebel aber vor Julia Taubitz und Wiktorija Demtschenko Dritte.

## Frauen
Seit der Saison 2014/15 gehört Katnikowa zum russischen A-Nationalteam und wird im Weltcup eingesetzt. Bei ihrem ersten Rennen in Igls verpasste sie als Elfte nur um einen Rang die Top-Ten-Platzierungen, qualifizierte sich auch sofort für ihr erstes Sprintrennen, in dem sie als Neunte ihre erste einstellige Platzierung erreichte. Schon bei ihrem zweiten Rennen am Königssee wurde sie nicht nur Achte, sondern qualifizierte sich auch als beste Russin erstmals für das Weltcup-Staffelrennen. An der Seite von Stepan Fjodorow sowie Andrei Bogdanow und Andrei Medwedew fuhr sie auf Platz fünf. Nach den Rängen 15 und zwölf in Oberhof und Winterberg kehrte sie als Neunte in Lillehammer wieder unter die besten Zehn zurück. In Sigulda folgten ihre ersten Weltmeisterschaften. Bei einem Sieg von Natalie Geisenberger fuhr Katnikowa auf den achten Platz. In der separaten U-23-Wertung wurde sie Erste und damit U-23-Weltmeisterin. Auf ihrer Heimbahn in Sotschi, als sich ausschließlich die vier deutschen und die vier russischen Fahrerinnen unter den besten acht platzierten, erreichte sie mit dem sechsten Rang ihre bis dato beste Einzelplatzierung. Es waren zugleich die Europameisterschaften, in deren Rahmen sie ebenfalls Sechste wurde. Mit 262 Punkten wurde sie am Ende ihrer letzten Saison 16. der Weltcup-Gesamtwertung, mit 398 Punkten zudem hinter Birgit Platzer Zweite in der Gesamtwertung des Nationencups.

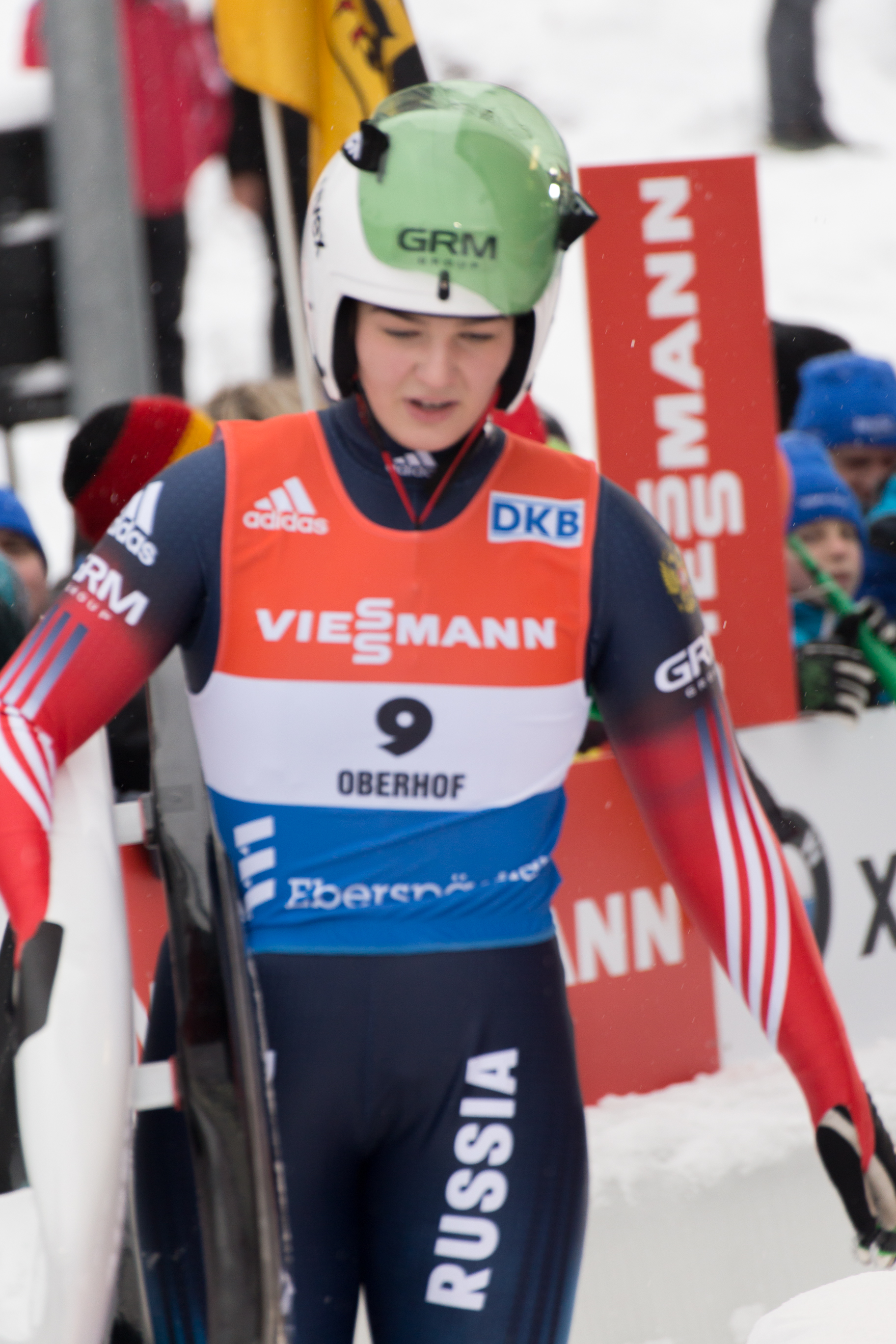
Katnikowa beim Weltcuprennen im Januar 2016 in Oberhof

2015/16 konnte Katnikowa nur selten an die Leistungen der Vorsaison anknüpfen. Nach einem mittelmäßigen aber akzeptablen 13. Platz zu ihrem verspäteten Saisonauftakt im Januar in Sigulda folgte ein 17. Rang in Oberhof. Bei den Weltmeisterschaften 2016 am Königssee wurde die Russin nur 24. Auf ihrer Heimbahn in Sotschi erreichte sie mit Platz neun anschließend ihr einziges Top-Ten-Ergebnis der Saison. In Altenberg fiel sie als 21. wieder stark ab, bei den gleichzeitigen Europameisterschaften wurde sie nach Herausrechnung der nichteuropäischen Fahrerinnen 16. Beim Saisonfinale in Winterberg schaffte Katnikowa es als 15 noch einmal unter die besten 15. In der Endabrechnung belegte sie mit 139 Punkten nur den 24. Platz im Nationencup mit 315 Punkten Platz sechs.
Auch 2016/17 brachte für Katnikowa keine nennenswerte Verbesserung. Schon zum Saisonauftakt in Winterberg wurde sie nur 18. In Park City qualifizierte sie sich danach als 14. immerhin für das Sprintrennen, in dem sie 13. wurde. Für das Rennen am Königssee konnte sie sich als 14. des Nationencuprennens gar nicht qualifizieren. Dennoch konnte sie sich bei den gleichzeitigen Europameisterschaften 2017 auf dem 19. Rang qualifizieren. In Sigulda konnte Katnikowa als Achte ihre einzige Top-Ten-Platzierung der Saison erreichen. Bei den anschließenden Weltmeisterschaften 2017 in Igls platzierte sie sich als 25., in der separaten U-23-Wertung wurde sie Elfte. Auch in Oberhof platzierte sie sich als 22. jenseits der 20. Beim vorolympischen Rennen in Pyeongchang wurde sie 17., beim Saisonfinale in Altenberg 16. Mit 205 Punkten belegte sie den 22. Gesamtrang des Weltcups. Da sie sich regelmäßig über den Nationencup qualifizieren musste, belebte sie in dieser Wertung einen weitaus besseren Rang und wurde hinter Andrea Vötter und Ulla Zirne Dritte.

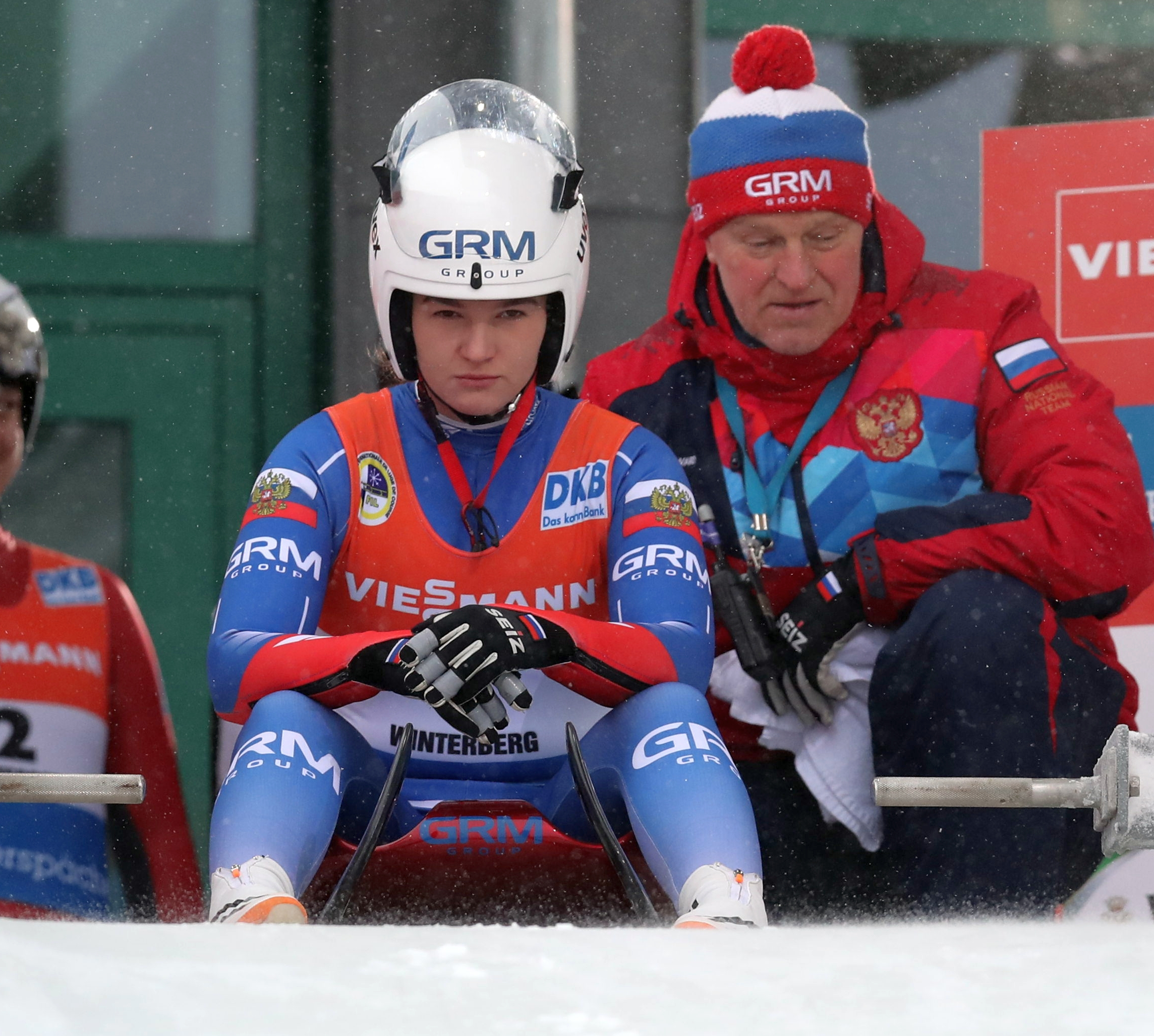
Katnikowa am Start des Weltcuprennens im November 2017 in Winterberg

Die Saison 2017/18 brachte bestenfalls stagnierende, zumeist aber gar negative Leistungen. Beim Saisonauftakt in Igls wurde Katnikowa 16. des Nationencuprennens und verpasste das Hauptrennen. In Winterberg verpasste sie als 13. des Nationencuprennens erneut fast das eigentliche Weltcuprennen, in dem sie auch nur 23. wurde. Auch in Altenberg und Calgary verpasste sie die Weltcuprennen. Erst in Lake Placid konnte sie sich als Sechste des Nationencups wieder für den Weltcup qualifizieren, bei dem sie 19. wurde. Auch in Königssee und Oberhof konnte sie sich nicht qualifizieren. In Lillehammer gelang die Qualifikation als Fünfte im Nationencup zwar, doch wurde sie beim Hauptrennen disqualifiziert. Beim Saisonfinale in Sigulda stürzte sie und am nicht ins Ziel. Mit ganzen 116 Punkten belegte sie gemeinsam mit Aileen Frisch den 27. Gesamtrang im Weltcup und wurde selbst im Nationencup trotz regelmäßiger Teilnahme nur Zwölfte. Zu den Olympischen Winterspielen in Pyeongchang wurde sie wie alle Russinnen außer Jekaterina Baturina aufgrund der russischen Doping-Verstrickungen nicht eingeladen.

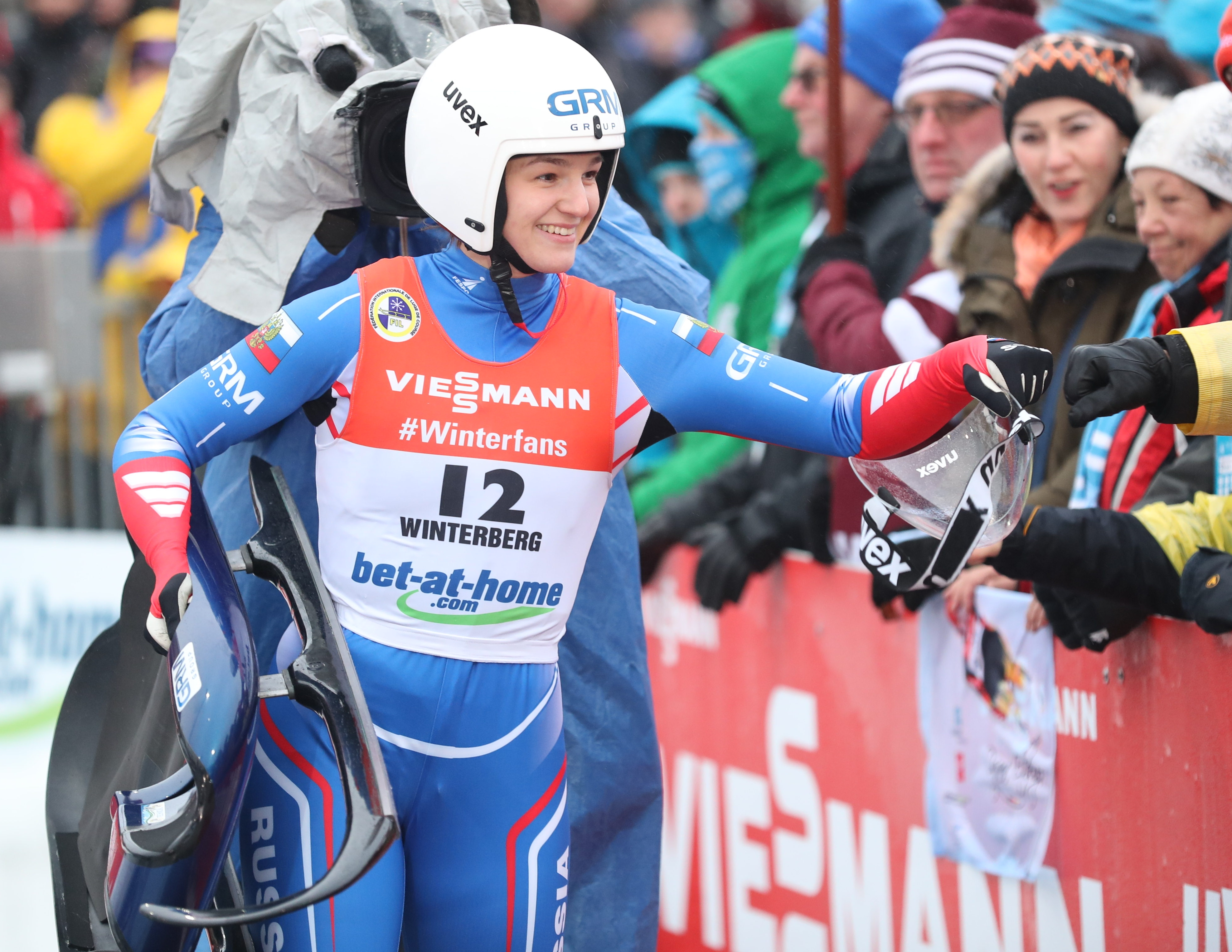
Katnikowa bei den Weltmeisterschaften 2019 in Winterberg

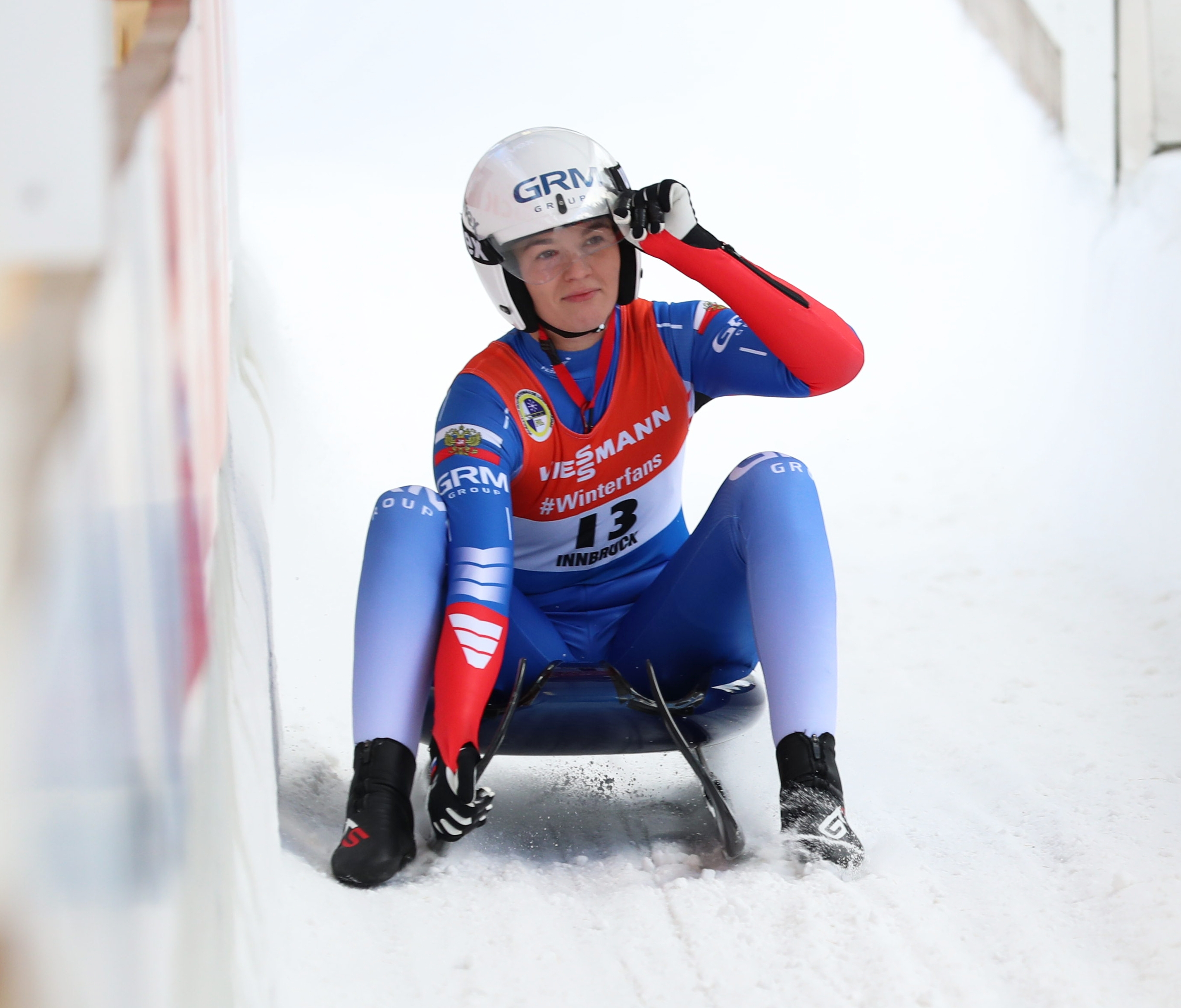
Katnikowa zum Saisonauftakt 2018/19 in Igls

Im Weltcup 2018/19 ging es für Katnikowa wieder etwas aufwärts. Nach einem 13. Platz zum Saisonauftakt in Igls konnte sie sich sogleich auch für das Sprintrennen qualifizieren und in diesem Zehnte werden. Bei den folgenden Rennen in Kanada wurde sie in Whistler 14, nachdem sie sich im Nationencup als 16 noch nur knapp für das Hauptrennen hatte qualifizieren können, in Calgary wurde sie 19. Noch besser lief es in Lake Placid. Nachdem sie sich im Nationencuprennen einzig ihrer Landsfrau Wiktorija Demtschenko hatte geschlagen geben müssen, wurde sie im Hauptrennen Neunte und erreichte damit erstmals seit langem wieder eine einstellige Platzierung in einem Weltcuprennen. Zudem qualifizierte sie sich für den Sprint, in dem sie Zwölfte wurde. Im weiteren Saisonverlauf wurde Katnikowa 17. am Konigssee und Zwölfte in Sigulda. Bei den folgenden Weltmeisterschaften 2019 in Winterberg fuhr sie auf Platz 15. Nach einem kleinen Rückschritt mit Platz 21 in Altenberg wurde sie in Oberhof 17., im Rahmen der gleichzeitigen Europameisterschaften 2019 16. Beim die Saison abschließenden Heimrennen in Sotschi begann die Russin stark und wurde im Nationencuprennen erneut Zweite hinter Demtschenko. Doch stürzte sie im ersten Lauf des Weltcuprennens. Mit 287 Punkten und damit weit mehr als der doppelten Punktzahl als in der Vorsaison wurde sie 16. der Gesamtwertung. In der Gesamtwertung des Nationencups wurde sie hinter Demtschenko mit 486 Punkten Zweite.

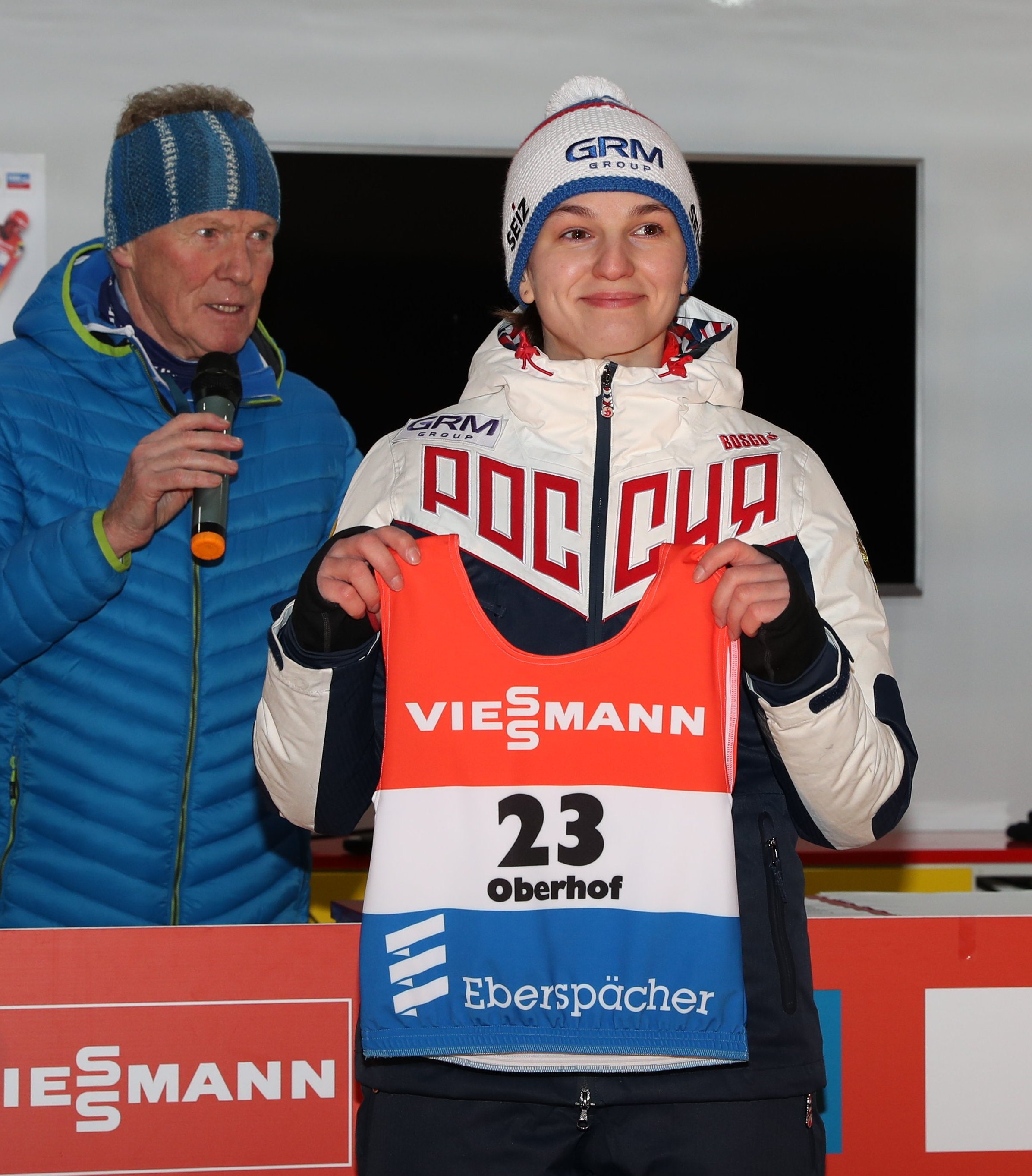
Katnikowa bei der Startnummernauslosung vor dem Weltcuprennen im Januar 2020 in Oberhof

Die Saison 2019/20 brachte Katnikowas etwas überraschenden Durchbruch in die absolute Weltspitze ihres Sports. Nur zum Saisonauftakt in Igls musste sie sich als Drittplatzierte des Nationencups für den Weltcup qualifizieren, die übrige Saison gehörte sie zur Gesetztengruppe, die diese Qualifikation nicht fahren muss. Beim Hauptrennen in Igls wurde sie Fünfte und erreichte damit ihr bis dahin bestes Ergebnis im Weltcup. Diese Platzierung wiederholte sie auch beim nächsten Saisonrennen in Lake Placid, zudem wurde sie Achte des Sprintrennens. In Whistler folgten ein achter Rang sowie ein neunter Platz im Sprintrennen. Nach dem Jahreswechsel startete sie in Altenberg mit einem vierten Rang in das neue Jahrzehnt und verpasste damit knapp gegenüber Andrea Vötter eine erste Podiumsplatzierung. Anschließend wurde sie in Lillehammer Siebte, im Rahmen der gleichzeitigen Europameisterschaften wurde sie Sechste. In Sigulda erreichte sie als Sechste erneut eine Spitzenplatzierung und qualifizierte sich damit auch für das dritte und letzte Sprintrennen der Saison, in dem sie Achte wurde. In der Gesamtwertung des Sprint-Weltcups wurde sie bei 0,550 Sekunden Rückstand hinter der Siegerin Julia Taubitz Fünfte von acht sich platzierenden Fahrerinnen. In Oberhof folgte mit Rang sieben die nächste Top-Ten-Platzierung. Es folgten die Weltmeisterschaften 2020 auf der heimischen Bahn in Sotschi. Katnikowa gehörte zuvor als eine der Lokalmatadorinnen zum erweiterten Kreis der Medaillenkandidatinnen. Dass sie dann jedoch den Titel im Sprintrennen gewann, war eine große Überraschung. Noch größer wurde die Überraschung, als sie auch den Titel im Frauen-Einsitzer gewinnen konnte und damit jeweils die komplette Weltelite hinter sich ließ. Damit war sie auch für die russische Teamstaffel gesetzt. Katnikowa hatte jedoch zuvor noch nie im Weltcup einen Einsatz in dieser Disziplin und war deshalb sehr unerfahren. Sie verpasste das Touchpad und ihre Mannschaft schied damit aus, Katnikowa verpasste das mögliche Medaillentripple. Beim sehr chaotischen ersten Weltcuprennen nach den Weltmeisterschaften in Winterberg, das etwa die US-Amerikaner und die Österreicher wegen zu großer Gefährlichkeit der Bahn boykottierten, hatte auch Katnikowa Probleme und wurde nur 13. Beim letzten Saisonrennen am Königssee stürzte sie im zweiten Durchgang. Damit verpasste sie gegen Summer Britcher eine um einen Rang bessere Platzierung in der Gesamtwertung des Weltcups um vier Punkte, wurde aber dennoch mit 519 Punkten Sechste.
Zum Auftakt in die durch die COVID-19-Pandemie eingeschränkte Saison 2020/21 startete Katnikowa in Igls. Dort konnte sie als einzige Russin an die Erfolge der Vorsaison anknüpfen und verpasste im ersten Saisonrennen bei einem deutschen Dreifachsieg das Podest als Viertplatzierte nur knapp und ließ auch die starken österreichischen Rodlerinnen hinter sich. Im darauf basierenden Sprintrennen belegte sie den siebten Platz. Zudem kam sie neben Semjon Pawlitschenko und dem Doppel Wsewolod Kaschkin und Konstantin Korschunow im Teamstaffel-Rennen zum Einsatz und belegte dort den dritten Platz. Es war die erste Podiumsplatzierung in einem Weltcup-Rennen. Beim folgenden Weltcup in Altenberg gelang mit Platz 3 auch die erste Weltcup-Podiumsplatzierung im Einsitzer. Die weiteren Rennen der Saison verliefen sehr durchwachsen; während Katnikowa in Winterberg Sechste wurde, gelang bei den Europameisterschaften 2021 in Sigulda ein achter Platz, bei der Weltcupstation Oberhof II hingegen reichte es nur den 18. Platz. Die Weltcupstation Igls II verlief wieder besser, mit Platz 4 (klassische Disziplin) und Platz 6 (Sprint) zeigte die Formkurve rechtzeitig vor den Weltmeisterschaften 2021 am Königssee nach oben. Dort verpasste sie die Verteidigung ihrer Weltmeistertitel mit Platz 14 im Sprint und Platz 10 in der klassischen Disziplin deutlich, für die Teamstaffel erhielt ihre Teamkollegin Iwanowa den Vorzug. Das Weltcupfinale in Olympia Bob Run St. Moritz–Celerina wurde für Katnikowa zum Fiasko; beim von starkem Schneefall beeinflussten Rennen reichte er nur zu Platz 22. In der Weltcupwertung der klassischen Disziplin wurde sie Sechste, ebenso in der Sprintwertung. In der Gesamtweltcupwertung wurde sie Siebte, verpasste jedoch durch das verpatzte Weltcupfinale eine bessere Platzierung. Erstmals musste sie sich in einer Saison aber nicht über den Nationencup für ein Rennen qualifizieren, sondern war durchgängig über die Gesetztenliste vorqualifiziert.

## Statistik

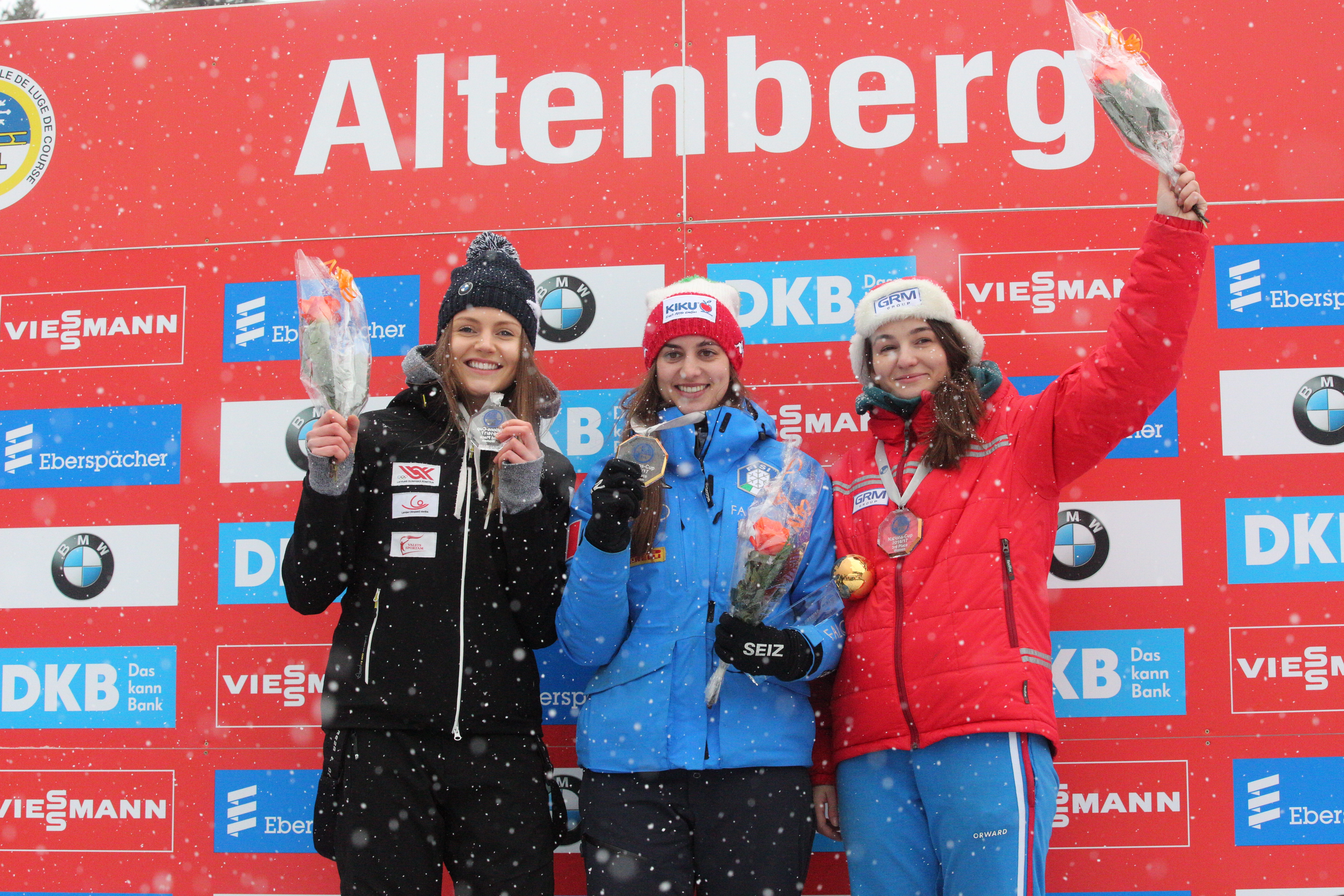
Katnikowa (rechts) als Drittplatzierte der Gesamtwertung des Nationencups 2016/16, links Ulla Zirne, Mitte Andrea Vötter

Platzierungen im Gesamtweltcup
| Saison  | Platz | Punkte | Sprintweltcup | Nationencup | Punkte |
| ------- | ----- | ------ | ------------- | ----------- | ------ |
| 2014/15 | 16.   | 262    | 0–            | 02.         | 398    |
| 2015/16 | 24.   | 139    | 0–            | 06.         | 315    |
| 2016/17 | 22.   | 205    | 19.           | 03.         | 362    |
| 2017/18 | 27.   | 116    | 0–            | 12.         | 273    |
| 2018/19 | 16.   | 287    | 0–            | 02.         | 486    |
| 2019/20 | 06.   | 519    | 05.           | 36.         | 070    |
| 2020/21 | 07.   | 512    | 06.           | –           | –      |

## Einzelbelege
1. ↑  Ekaterina Katnikova - Sportlerprofil - Rodeln. Abgerufen am 25. August 2020.
2. ↑  Rodeln: WM-Silber für Österreichs David Gleirscher im Sprint - derStandard.de. Abgerufen am 25. August 2020 (österreichisches Deutsch).
3. ↑  Salzburger Nachrichten: Katnikowa holte Rodel-Gold - Egle und Doppelsitzer 11. Abgerufen am 25. August 2020.
4. ↑  Deutsche Rodel-Staffel feiert WM-Gold. 16. Februar 2020, abgerufen am 25. August 2020.
5. ↑  Thomas Gröbner: 50:50-Chance, heil durch den Eiskanal zu kommen. Abgerufen am 25. August 2020.

| Personendaten    | Personendaten                                                                                                 |
| ---------------- | --- |
| NAME             | Katnikowa, Jekaterina Nikolajewna                                                                             |
| ALTERNATIVNAMEN  | Katnikowa, Jekaterina (Kurzname); Катникова, Екатерина Николаевна (russisch); Katnikova, Ekaterina (englisch) |
| KURZBESCHREIBUNG | russische Rennrodlerin                                                                                        |
| GEBURTSDATUM     | 22. März 1994                                                                                                 |
| GEBURTSORT       | Tschussowoi                                                                                                   |